# Vela Učka
Vela Učka je ruralno naselje u Hrvatskoj u sastavu grada Opatije. Nalazi se u Primorsko-goranskoj županiji.

## Zemljopis
Nalazi se na području parka prirode Učke. Jugoistočno je jedan od vrhova Učke Vojak, sjeverozapadno je Vranja, zapadno-jugozapadno je Boljunsko Polje, jugozapadno su Letaj, Šušnjevica, Nova Vas i Jesenovik, jugoistočno su Trebišća, Sveti Petar, Mošćenička Draga i Sučići, istočno je Dobreć, jugoistočno su Medveja, Tuliševica, Lovran i Liganj. Od Vele Učke može se doći do napuštenog sela Male Učke, zaštićene ruralne cjeline.
Drugo je po nadmorskoj visini naseljeno mjesto u Hrvatskoj.

## Stanovništvo
| broj stanovnika |       | 132   | 108   | 109   | 117   | 137   | 208   | 163   | 106   | 98    | 106   | 62    | 46    | 35    | 30    | 40    | 41    |
|                 | 1857. | 1869. | 1880. | 1890. | 1900. | 1910. | 1921. | 1931. | 1948. | 1953. | 1961. | 1971. | 1981. | 1991. | 2001. | 2011. | 2021. |